# Basuta
Basuta (arab. باسوطة) – miejscowość w Syrii, w muhafazie Aleppo. W 2004 roku liczyła 2389 mieszkańców.